# Прохорова, Ирина Дмитриевна
Ири́на Дми́триевна Про́хорова (род. 3 марта 1956, Москва) — российский литературовед, издатель, общественный деятель, главный редактор журнала «Новое литературное обозрение», глава одноимённого издательского дома. Руководитель Федерального гражданского комитета партии «Гражданская платформа» (2013—2014), старшая сестра российского бизнесмена и политика Михаила Прохорова.

## Биография
Родилась 3 марта 1956 года в Москве.
Отец — Дмитрий Ионович Прохоров, глава Управления международных связей Госкомспорта СССР. Мать — Тамара Михайловна Кумаритова, сотрудница кафедры полимеров Московского института химического машиностроения. В интервью в программе «Школа злословия» Ирина Дмитриевна отозвалась о них как о «простых советских служащих».
В 1973 году окончила московскую Школу № 21 (с углублённым изучением английского языка). В 1978 году окончила романо-германское отделение филологического факультета Московского государственного университета имени М. В. Ломоносова. 
Училась в аспирантуре. В 1986 году получила учёную степень кандидата филологических наук, защитив диссертацию на тему «Творчество Малькольма Лаури в оценке зарубежного литературоведения и критики».
В 1978—1981 годах работала редактором на Центральном телевидении СССР, в 1987—1992 годах — редактором в журнале «Литературное обозрение».
В августе 1991 года принимала участие в митингах, причиной которых являлись события, именуемые «Августовским путчем».
В 1992 году основала журнал «Новое литературное обозрение» и возглавила одноимённое издательство.
В 1996 году возглавляла жюри литературной премии «Русский Букер».
Была замужем, дочь Ирина (род. 1981) — исполнительный директор Фонда Михаила Прохорова.
Была доверенным лицом Михаила Прохорова на президентских выборах 2012 года, в его качестве участвовала в дебатах с Никитой Михалковым, который представлял кандидата Владимира Путина. За период активности в президентской кампании Ирина Прохорова настолько понравилась телезрителям, что ей предлагали вместо брата пойти в президенты. Также её похвалила в своём блоге Татьяна Юмашева, дочка Бориса Ельцина.
В июне 2012 года отказалась возглавить Общественный совет при Министерстве культуры РФ. В интервью на «Дожде» объяснила, что «очень ответственно быть председателем Общественного совета, это требует большого вклада. Там 100 человек, это большое количество принятых решений. Либо надо этим заниматься, как следует, а не просто числиться, либо не заниматься. Я просто взвесила свои силы, поняла, что у меня нет физических сил совмещать свои проекты (в благотворительном фонде) с проектом этим».
— А готовы были бы стать министром культуры?
— Я не знаю. Когда эта тема была модная, и это обсуждалось, я сказала, что это вопрос, который стоит обсудить. Если мне это предлагают, несомненно, это очень почётно. Но стоит вопрос: какова задача министра культуры, каков коридор его возможностей, сколь он самостоятелен в принятии каких-то решений.ТК «Дождь», 2013 год.
В октябре 2012 года стала членом Федерального гражданского комитета партии «Гражданская платформа», её сферой ответственности являлись проблемы культуры и образования.
С 2012 по 2015 года вела авторскую программу «Культура повседневности» на радио «Комсомольская правда». С 2012 по 2017 года вела программу «Система ценностей» на телеканале РБК. С 2018 года периодически приходит на программу «Прямая линия» телеканала «Дождь» в качестве эксперта. Была частым гостем радиопередачи «Персонально ваш» на «Эхе Москвы».
В декабре 2013 года была избрана руководителем Федерального гражданского комитета партии «Гражданская платформа». Под её руководством партия смогла стать первой среди непарламентских сил по количеству выигранных региональных выборов. В июле 2014 года сняла с себя полномочия, объяснив решение расколом в партии по вопросу аннексии Крыма Россией, 14 октября официально покинула пост председателя партии. При этом она осталась членом партии и членом ФГК.
В марте 2015 года вместе со своим братом, Леонидом Ярмольником, Андреем Макаревичем, Елизаветой Глинкой и другими медийным лицами партии покинула «Гражданскую платформу»: «Мы попытались сделать какой-то новый тип политической организации… Если можно было бы автоматически закрыть и вообще забрать документы, мы бы, наверное, это сделали… То, что досталось Шайхутдинову и ещё кому-то — это, простите, клон. Это всё печально, что эта партия… носит ещё это название». О перспективах развития «Гражданской платформы» после ухода размышляла следующим образом: «В лучшем случае партия останется как спойлер, в худшем ― это вообще превратится бог знает во что».
В августе 2017 года в преддверии президентских выборов ответила отказом на предложение возглавить штаб Ксении Собчак и никак не участвовала в выборном процессе.

## Благотворительная и общественная деятельность

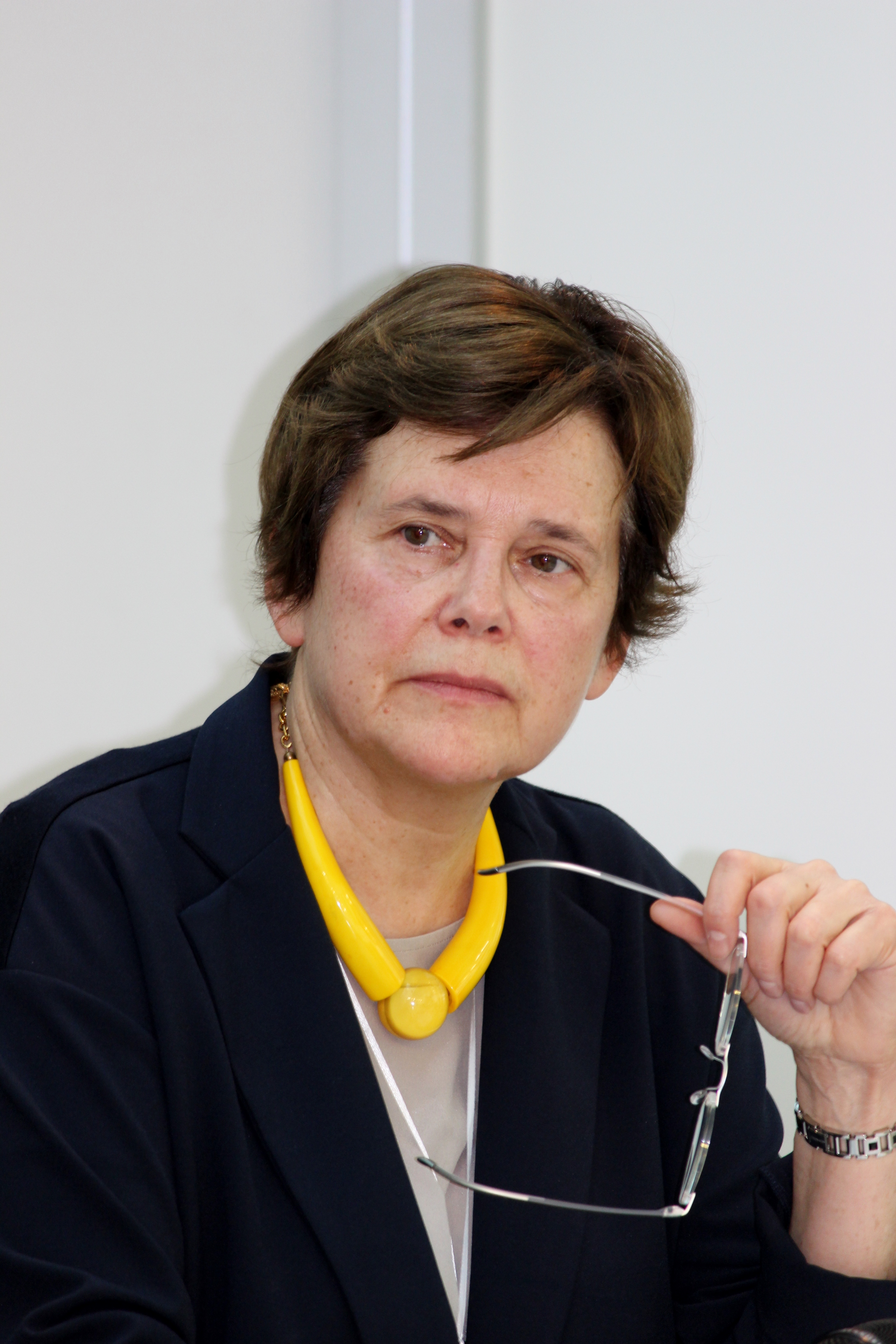
Прохорова на non/fictio№22, март 2021 г.

- В 2004 году по инициативе Ирины Прохоровой был создан благотворительный Фонд Михаила Прохорова.
- В 2010 году Фонд принял участие в «Годе России во Франции», в ходе которого был представлен проект «Неизвестная Сибирь».
- В декабре 2012 года выступила с критикой «закона Димы Яковлева», предложила провести общественное обсуждение этого закона и постараться не допустить его принятия Госдумой[26].
- В марте 2014 года вместе с другими подписала обращение против аннексии Крыма[27].
- В марте 2014 года вместе с другими подписала обращение в защиту российского музыканта Андрея Макаревича, выступившего с критикой политики российских властей на Украине[28][29].
- В 2016 году заступилась за «Ельцин-центр» в связи с замечаниями Никиты Михалкова: «Это замечательный музей… Это прекрасная экспозиция — очень выдержанная, умная, грамотная и исторически верная» и подчеркнула, что «Ельцин-центр» мог бы стать визитной карточкой России и образцом для новых музеев[30].
- В декабре 2017 года подписала адресованное Эммануэлю Макрону письмо в поддержку Сулеймана Керимова, обвинённого властями Франции в отмывании денег и уклонении от уплаты налогов[31].
- В сентябре 2020 года подписала письмо в поддержку протестных акций в Беларуси[32].
- В феврале 2021 года подписала петицию с требованием отпустить задержанных на митингах в поддержку Навального и разрешить проведение протестных акций[33].
- В феврале 2022 года подписала обращение против вторжения России на Украину[34].

## Награды
- Лауреат Государственной премии Российской Федерации в области литературы и искусства 2002 года (5 июня 2003 года) — за журнал «Новое литературное обозрение»[35]
- Премия русской эмиграции «Liberty» за вклад в развитие русско-американских культурных связей (2003 год)
- Премия Андрея Белого за заслуги перед русской литературой (2006 год)
- Кавалер ордена Искусств и литературы Франции
- Кавалер ордена Почётного легиона (2012 год)[36][37][38]
- Лауреат премии «Звезда Театрала» в номинации «Меценат года» (2013)[39]
- В рейтинге «100 самых влиятельных женщин России» журнала «Огонёк», опубликованном в марте 2014 года, заняла 21-е место[40]
- Публицистическая премия «ПолитПросвет» фонда «Либеральная миссия» в специальной номинации «Орден надежды» (2015)[41][42]